# 埃伯哈德·梅尔
埃伯哈德·梅尔（德語：Eberhard Mehl，1935年4月20日—2002年3月29日），德国男子击剑运动员。他曾代表德国联队参加1960年和1964年夏季奥林匹克运动会击剑比赛，其中1960年奥运会获得一枚铜牌。